# Borek (les)
Borek nad Mochovem je nevelký borovo-smrkový les (kombinovaný s duby a náletovými dřevinami) ležící ve Středočeském kraji mezi Mochovem, Císařskou Kuchyní a Přerovem nad Labem, a to v cípu katastrálního území Sedlčánky (město Čelákovice), při hranici s územím Mochova a Přerova nad Labem. Jeho nejvyšší bod leží v nadmořské výšce 200 m. Je součástí vyvýšeniny nazývané Na Vrších. Na západní a jižní straně je ohraničený korytem řeky Výmola. Mochovský Borek je v mapách Klubu českých turistů (např. mapa 17 - Dolní Pojizeří z roku 1996) také označován jako Býšť. Místní obyvatelé však v současnosti toto jméno nepoužívají.
Mladší část Borku je bývalou pískovnou, která po ukončení těžby prošla necitlivou rekultivací formou výsadby borové monokultury. Uprostřed novější části lesa je Borecké jezero.